# Montignargues
Montignargues – miejscowość i gmina we Francji, w regionie Oksytania, w departamencie Gard.
Według danych na rok 1990 gminę zamieszkiwało 205 osób, a gęstość zaludnienia wynosiła 46 osób/km² (wśród 1545 gmin Langwedocji-Roussillon Montignargues plasuje się na 704. miejscu pod względem liczby ludności, natomiast pod względem powierzchni na miejscu 1034.).